# Milhac-de-Nontron

Milhac-de-Nontron este o comună în departamentul Dordogne din sud-vestul Franței. În 2009 avea o populație de 594 de locuitori.

## Evoluția populației
| An        | 1975 | 1982 | 1990 | 1999 | 2006 | 2009 |
| --------- | ---- | ---- | ---- | ---- | ---- | ---- |
| Populație | 702  | 636  | 573  | 611  | 603  | 594  |